# Cendan Nongchang (bondby i Kina, Hunan Sheng, lat 29,68, long 111,91)
Cendan Nongchang är en bondby i Kina. Den ligger i provinsen Hunan, i den södra delen av landet, omkring 190 kilometer nordväst om provinshuvudstaden Changsha. Antalet invånare är 10 655. Befolkningen består av 1 955 kvinnor och 8 700 män. Barn under 15 år utgör 4,0 %, vuxna 15-64 år 87 %, och äldre över 65 år 7,0 %.
Runt Cendan Nongchang är det tätbefolkat, med 356 invånare per kvadratkilometer. Närmaste större samhälle är Xiaodukou, 5,5 km söder om Cendan Nongchang. Trakten runt Cendan Nongchang består till största delen av jordbruksmark.
Genomsnittlig årsnederbörd är 1 565 millimeter. Den regnigaste månaden är maj, med i genomsnitt 222 mm nederbörd, och den torraste är december, med 22 mm nederbörd.